# Tommy Briggs
Thomas Henry Briggs (27 tháng 11 năm 1923 – 10 tháng 2 năm 1984) là một cầu thủ bóng đá thi đấu ở vị trí tiền đạo. Ông sinh ra ở Chesterfield, Derbyshire, và mất ở Grimsby, Lincolnshire. Ông vẫn giữ kỉ lục ghi 7 bàn thắng trong một trận đấu cho Blackburn Rovers trước Bristol Rovers.
Tommy khởi đầu sự nghiệp tại Grimsby Town năm 1947. Năm 1950 ông ký hợp đồng với Coventry City nhưng không thi đấu. Ông chuyển đến Birmingham City nhưng cũng không thi đấu, sau đó đến Blackburn Rovers. Ông thi đấu 194 trận và ghi 140 bàn thắng cho Rovers trước khi trở lại Grimsby năm 1958. Ông kết thúc sự nghiệp tại Glentoran với vị trí cầu thủ/huấn luyện viên.
Ông thi đấu và ghi bàn cho Anh B-team trước Thụy Sĩ B năm 1950.

## Danh hiệu

### Glentoran
Gold Cup Winners: 1960